# Vital de Milão
Vital de Milão é venerado como santo na Igreja Católica. Algumas fontes relacionam Vital com a lenda de Santo Ursicino de Ravena (não confundir com o bispo Ursício de Ravena), um médico cristão do século I que quando foi condenado pelas suas crenças, foi convencido por São Vital a ser firme; assim os romanos antigos descobriram que Vital também era cristão. Parece que Vital era casado com Santa Valéria e era pai de São Gervásio e São Protásio.

## Lenda
Ambrósio de Milão fala dele no seu «Exhortatio Virginalis», redigido em Florença em 393. Neste texto é descrito como era servidor de Agrícola na sua época, o que supõe contradição cronológica. Agrícola era cristão e ambos foram condenados por não renunciar à sua fé.
Vital foi o primeiro a receber o martírio: os seus torturadores, para o fazer renegar a fé, experimentaram todo o tipo de formas de tortura; porém, segundo conta Ambrósio, o seu corpo não mostrava nenhum dano nem ferida, mesmo após sujeito ao cavalete. Morreu enterrado vivo, invocando o nome de Jesus Cristo.
Tendo obrigado o seu amo Agrícola a assistir às torturas sofridas por Vital, os verdugos tentaram assustá-lo e induzi-lo a abjurar o cristianismo, mas também tal sem efeito, pelo que decidiram crucificá-lo. As datas destes martírios são duvidosas, e certas fontes defendem que tiveram lugar durante o mandato de Nero, outras falam de Marco Aurélio, mas Ambrósio de Milão especifica que ocorreram muito mais tarde, em 304.
Por isso a história tem falhas e poderá ser fictícia ou errónea. Poucos aceitam que Vital ou Agrícola possam ter sido vítimas das perseguições de Diocleciano (284-305); não há prova documental sobre o assunto.
São Vital é venerado em Roma, Faenza, Rimini, Como, Ferrara, Veneza e Verona, na Itália; e em Zadar (Croácia). O templo mais famoso deste santo católico é a Igreja de São Vital (Ravena), obra-prima da arquitectura bizantina. Festa em 28 de abril segundo o Martirológio Romano.